# Óscar Arce
Óscar Arce, vollständiger Name Óscar Darío Arce Valenzuela, (* 15. Februar 1990 in Unguía) ist ein ehemaliger kolumbianischer Fußballspieler.

## Karriere
Der 1,80 Meter große Defensivakteur Arce wurde im Departamento del Chocó geboren. Er war im Jugendfußball zunächst bei Unguía aktiv und setzte seinen fußballerischen Werdegang dann in Turbo bei Urabá Junior fort. Von 2008 bis Mitte August 2010 spielte er für den uruguayischen Klub Juventud. Anschließend wechselte er nach Kolumbien zu La Equidad. Dort bestritt er insgesamt acht Erstligaspiele, acht Partien der Copa Colombia und eine Begegnung der Copa Sudamericana 2011. Ein Tor erzielte er nicht. Mitte Januar 2012 schloss er sich dem Uniautónoma FC aus der Primera B an. 13 Einsätze (ein Tor) in der Liga und acht im kolumbianischen Pokal stehen beim Zweitligisten für ihn bis in den September 2012 zu Buche. Sodann stand er bis in den Juli 2013 bei den Rampla Juniors aus Uruguay unter Vertrag. In der zweiten Jahreshälfte spielte er in Europa beim rumänischen Klub Corona Brașov, für den er zehnmal (kein Tor) in der Liga 1 auflief und zwei Partien (kein Tor) in der Cupa României absolvierte. Anfang 2014 wechselte er zurück nach Kolumbien und gehörte bis Mitte Januar 2015 Atlético Bucaramanga an. Jeweils einen persönlichen Torerfolg bei 13 Liga- und acht Pokaleinsätzen weist die Statistik dort für ihn aus. Sodann schloss er sich dem seinerzeitigen uruguayischen Erstligisten Club Atlético Atenas an und kam in der Clausura 2015 siebenmal (kein Tor) in der Primera División zum Einsatz. Seine Mannschaft konnte jedoch den Abstieg am Saisonende in die Segunda División nicht verhindern. In der Saison 2015/16 und darüber hinaus sind bislang (Stand: 13. September 2016) weder Einsätze noch eine Kaderzugehörigkeit für ihn verzeichnet.